# Michele Rocca (schilder)

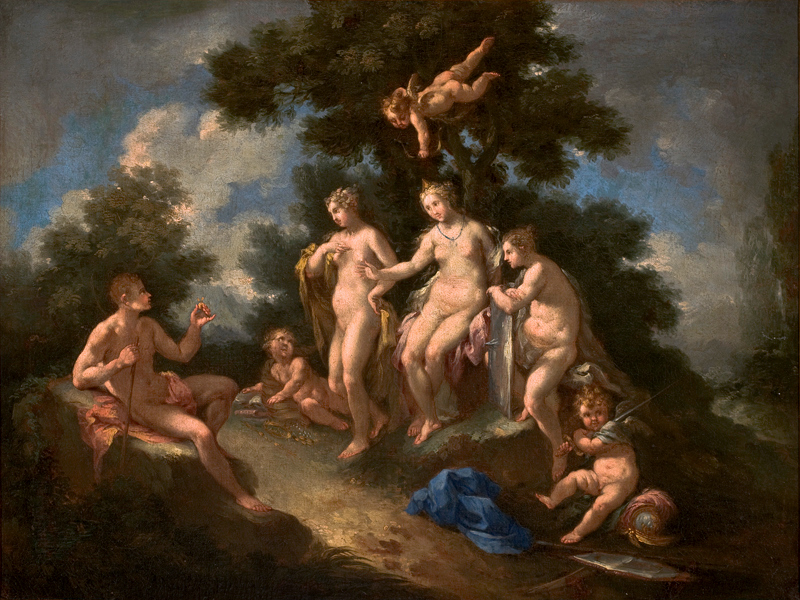
Het oordeel van Paris, ca. 1710

Michele Rocca (Parma, 1671 – na 1751) was een Italiaans schilder uit de barokperiode. Hij werd ook Parmigiano de jongere of Michele da Parma genoemd en was werkzaam in Rome. Hij werkte in de stijl van Pietro da Cortona.